# 扎克利琴
扎克利琴是波蘭的城鎮，位於該國東南部杜納耶茨河畔，由小波蘭省負責管轄，面積4.02平方公里，鎮上的大會堂建於十九世紀，2006年人口1,556。

## 外部連結
- Official website （页面存档备份，存于） （波兰語）
- Jewish Community in Zakliczyn （页面存档备份，存于） on Virtual Shtetl

49°51′N 20°49′E / 49.850°N 20.817°E